# Eresus crassitibialis
Espèce
Eresus crassitibialis est une espèce d'araignées aranéomorphes de la famille des Eresidae.

## Distribution
Cette espèce est endémique de La Gomera aux îles Canaries en Espagne,.

## Description
Le mâle holotype mesure 8,0 mm et la femelle paratype 20,0 mm

## Systématique et taxinomie
Cette espèce a été décrite par Wunderlich en 1987.

## Publication originale
- Wunderlich, 1987 : Die Spinnen der Kanarischen Inseln und Madeiras: Adaptive Radiation, Biogeographie, Revisionen und Neubeschreibungen. Triops Verlag, Langen, West Germany, p. 1-435.